# Le Monde merveilleux du journal Polite
Le Monde merveilleux du journal Polite est une série de courts récits de l’univers de fiction d’Achille Talon, parue en album (n°46) en 2004 chez Dargaud. Ils forment une sorte de chronique de la vie quotidienne du périodique de fiction Polite, consacré à la bande dessinée. Le dessin est de Roger Widenlocher et le scénario d'Herlé et de Brett.